# Shooting guard

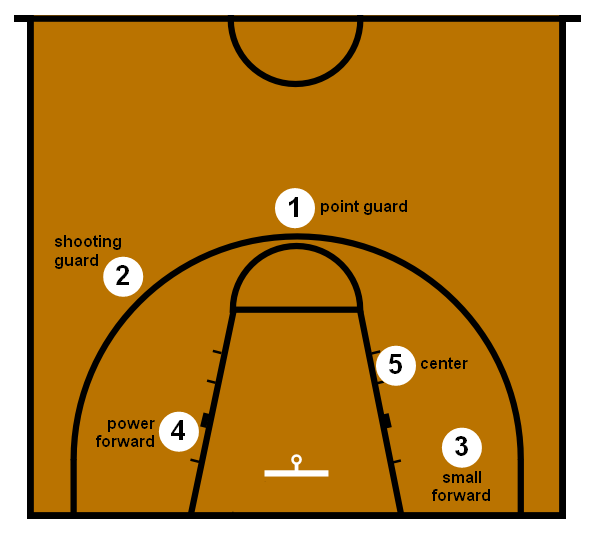
Standaard-spelposities in basketbal
1. pointguard
2. shooting guard
3. small forward
4. power forward
5. center

De shooting guard (afkorting SG, ook wel de 'nummer twee-positie' genoemd) is een van de vijf standaardposities bij basketbal. Shooting guards zijn doorgaans kleiner, leniger en sneller dan de twee forwards. De traditionele rol van een shooting guard is het scoren van punten. Hoewel het eigenlijk de taak is van de point guard, brengt de shooting guard vaak de bal over de middenlijn. Deze guards combineren de taak van shooting en van point-guard en staan te boek als 'combo guards'. Een speler die de rol van small forward en shooting guard afwisselt, is bekend als een 'swingman'.
De meeste shooting guards komen in eerste instantie niet al te dicht bij de basket van de tegenstander. Deze basketballers zullen eerder van afstand proberen te scoren. Toch kunnen de shooting guards penetreren door de verdediging van de tegenstander om zo te scoren via een lay-up of dunk. Verder kan de gemiddelde shooting guard uitstekend schieten vanuit een stilstaande positie (dus zonder te dribbelen).

## Bekende shooting guards
Enkele bekende shooting guards zijn:
- Kim Mestdagh
- Pete Maravich
- Kobe Bryant
- Michael Jordan
- Vince Carter
- Richard Hamilton
- Dwyane Wade
- Tracy McGrady